# Aclytia albistriga
Aclytia albistriga är en fjärilsart som beskrevs av William Schaus 1910. Aclytia albistriga ingår i släktet Aclytia och familjen björnspinnare. Inga underarter finns listade i Catalogue of Life.